# Bram Verrecas
Bram Verrecas (Brugge, 1991) is een Belgische acteur, bekend van onder andere  De Ideale Wereld (2017). Hij studeerde drama - spel aan het  RITCS te  Brussel.

## Filmografie
| Jaar | Titel                   | Rol                 | Opmerkingen   |
| ---- | ----------------------- | ------------------- | ------------- |
| 2013 | Flikken Maastricht      | Robbe               | Tv-serie      |
| 2014 | Screw Your Darlings     | Bram                | Kortfilm      |
| 2015 | Ventoux                 | David (jong)        | Langspeelfilm |
| 2015 | Waar de pelikaan landt  | Mauro               | Kortfilm      |
| 2015 | Follow: Love Life Ghent | Mauro               |               |
| 2016 | Loewie                  | Jan                 | Kortfilm      |
| 2016 | Spek Voor Uw Bek        | Georgi              | Kortfilm      |
| 2016 | Ampersand               | Marktverkoper       | Kortfilm      |
| 2017 | Freedom of Silence      | Aster               | Kortfilm      |
| 2019 | Callboys                | Robbie              | Tv-serie      |
| 2022 | Lisa                    | Inspecteur C. Jabon | Telenovelle   |